# Charlie Covell
Pour les articles homonymes, voir Charlie et Covell.

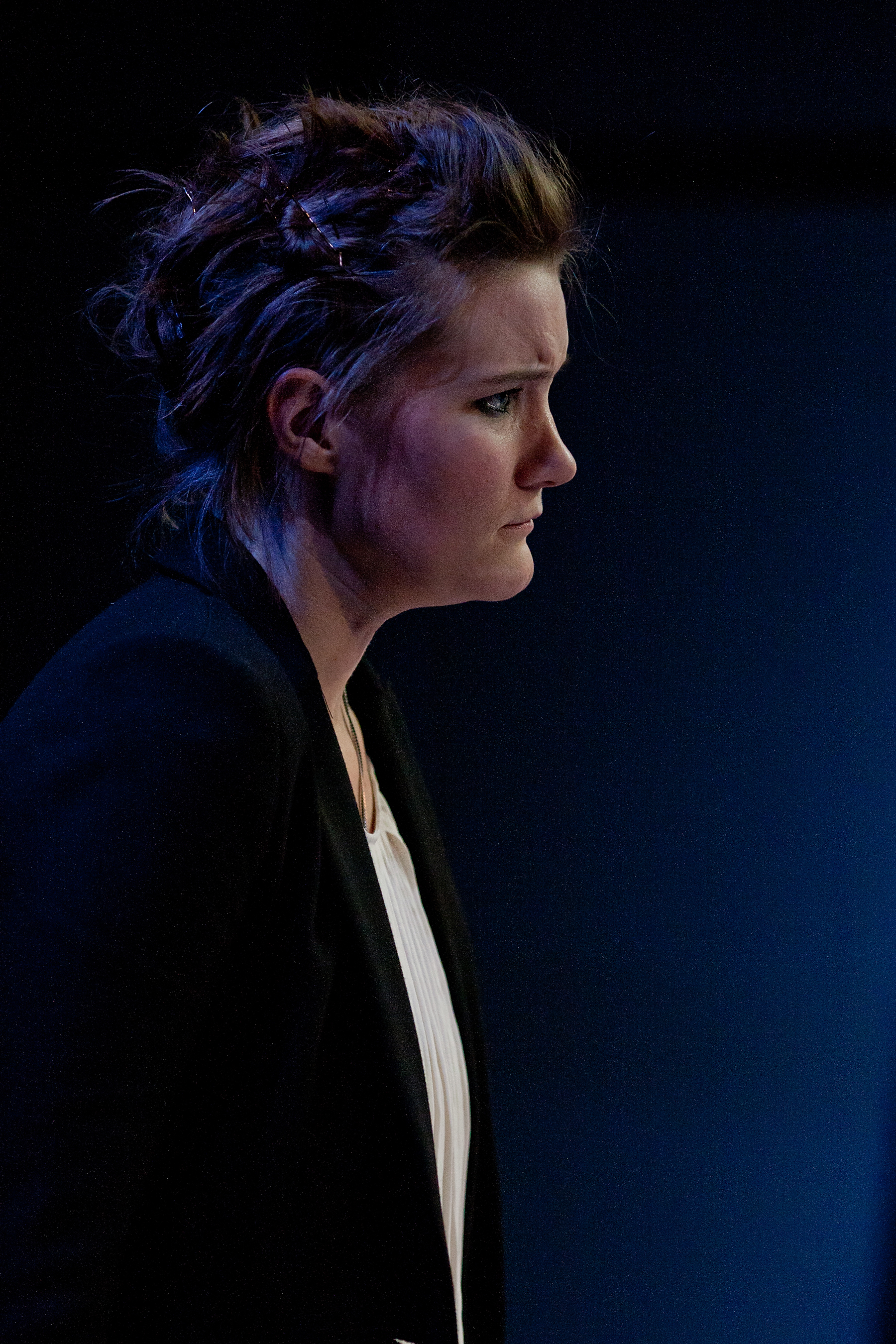
Covell en 2011

Charlotte « Charlie » Covell est une actrice, scénariste et productrice britannique, née en 1984 à Blackheath (Royaume-Uni).
Elle se fait connaître grâce au rôle de l'inspectrice Alex Dier dans la série Marcella (2016) à la création de la série The end of the f***ing world (2017), adaptation du roman graphique homonyme de Charles Forsman, pour la chaîne Channel 4.

## Biographie
Charlotte Covell naît en 1984 à Blackheath, dans le sud-est de Londres. Elle suit des études à l'université d'Oxford,.

## Filmographie

### En tant qu'actrice

#### Longs métrages
- 2010 : Forget Me Not d'Alexander Holt et Lance Roehrig : Carly
- 2012 : A Fantastic Fear of Everything de Crispian Mills et Chris Hopewell : Holby

#### Courts métrages
- 2009 : Oscar and Jim d'Iain Weatherby : Emma
- 2009 : Breathe: Act One de Xandy Sahla et Andy Wilson : Thea
- 2011 : Frog/Robot de Chanya Button : la fille

#### Séries télévisées
- 2003 : Fortysomething : Woj (mini-série, 3 épisodes)
- 2005 : Messiah (Messiah: The Harrowing) : Sara Knightley (mini-série, 4 épisodes)
- 2007 : Doctors : Anna Metcalf (saison 8, épisode 175 : Force of Habit)
- 2007 : Angelo's : Andrea (2 épisodes)
- 2008 : Inspecteur Barnaby (Midsomer Murders) : Kate Hammond (saison 11, épisode 1 : Shot at Dawn)
- 2009 : Londres, police judiciaire (Law & Order: UK) : Louise Ackroyd (saison 1, épisode 4 : Unsafe)
- 2010 : Les Boloss : Loser attitude (The Inbetweeners) : Sophie Brown (saison 3, épisode 4 : Trip to Warwick)
- 2010 : Retour à Whitechapel (Whitechapel) : le garçon blond (2 épisodes)
- 2012 : Misfits : James (saison 4, épisode 7)
- 2012 : Peep Show : Trish (3 épisodes)
- 2015 : Banana (en) : Amy (saison 1, épisode 6)
- 2015 : Cucumber : Amy (2 épisodes)
- 2016 : Siblings : Jenny (saison 2, épisode 1 : Kevin Rugby)
- 2016 : Marcella : l'inspectrice Alex Dier (8 épisodes)

### En tant que scénariste

#### Long métrage
- 2015 : Burn Burn Burn de Chanya Button

#### Séries télévisées
- 2015 : Banana (en) (2 épisodes)
- 2016 : Humans (saison 2, épisode 3)
- 2017 : Gap Year (mini-série - saison 1, épisode 4 : Thailand - The Full Moon)
- 2017 : The End of the F***ing World (16 épisodes)
- 2024 : Kaos (8 épisodes)

### En tant que productrice

#### Courts métrages
- 2013 : Home Guard de Mac Nixon
- 2018 : Bellmouth de Joseph Roberts (productrice déléguée)

#### Séries télévisées
- 2017 : The end of the f***ing world (16 épisodes)

- 2024 : Kaos (8 épisodes - productrice déléguée)